# Netelia oeceticola
Netelia oeceticola är en stekelart som först beskrevs av Blanchard 1941.  Netelia oeceticola ingår i släktet Netelia och familjen brokparasitsteklar. Inga underarter finns listade i Catalogue of Life.